# 法政大学学生会館

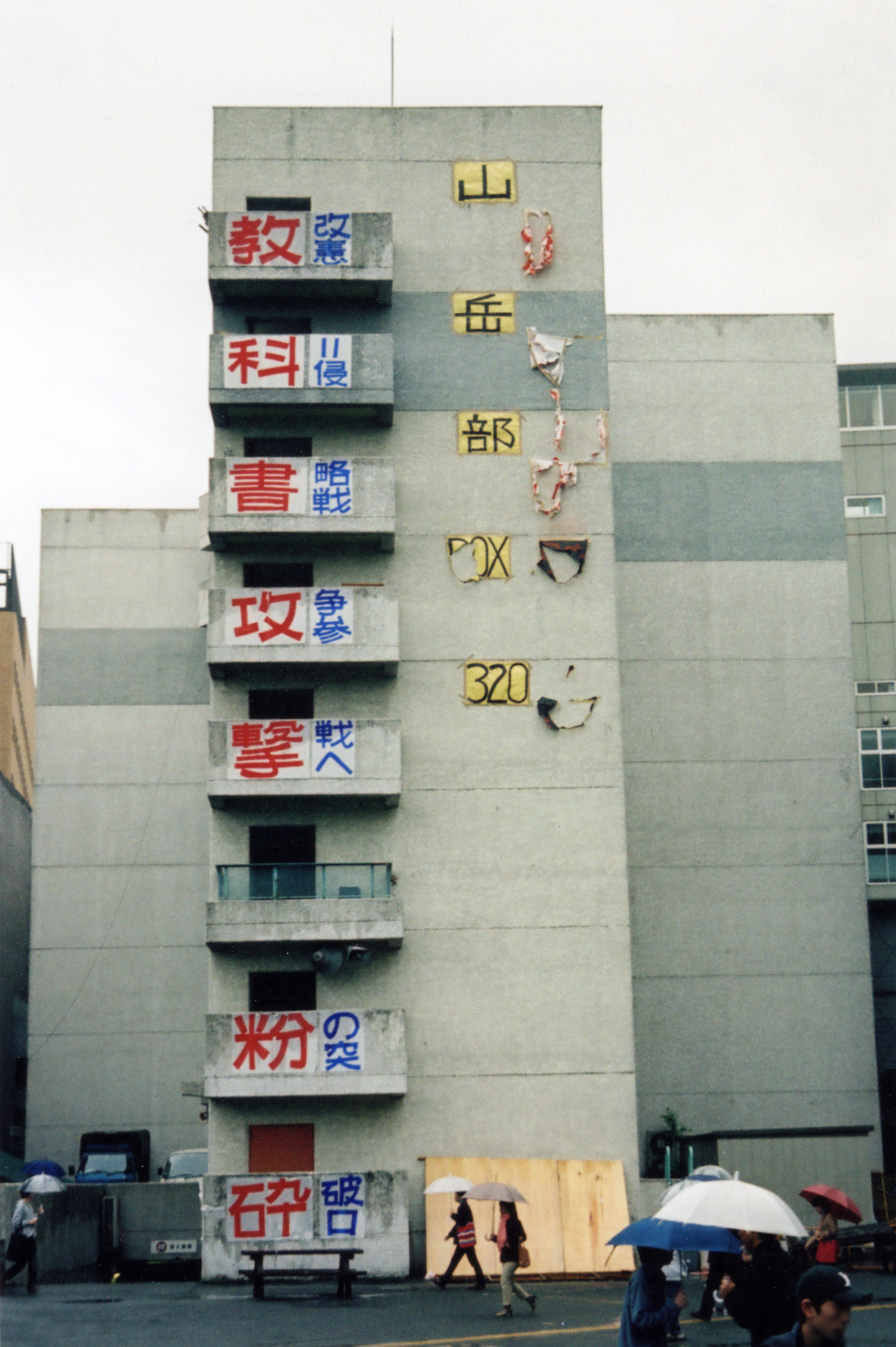
法政大学学生会館

法政大学学生会館（ほうせいだいがくがくせいかいかん）とは1973年から2004年まで法政大学市ヶ谷キャンパスに存在した施設の名称。2004年12月に解体された。

## 施設概要
1973年（昭和48年）8月竣工。設計河原一郎。本部棟とホール棟から成る。鉄筋コンクリート地下2階地上8階、延1万1219㎡。建設前はバレーボールコート敷地だった模様。本部棟(通称Box棟)には各サークル活動の部室が置かれており、また学生運動（法政大学全学連）の拠点となっている場所でもあった。この建物は法政大学文化連盟などの左翼団体による闘争の末、学生による「自主管理」が実現したという建物であった。
歴史的には1968年12月16日の総長団交により、1956年8月以来の長い設立要求運動の結実として「学生会館学生耽読自主管理運営」にもとづいた運用が決定されていた。しかし1970年のいわゆる「三条件・六項目」が学生会館にも適用されるかどうかが焦点となった。また開館前の第1回定例総会の時期には、厚生施設について学生消費センター案を検討することとなり、また自治会、文化連盟、学生団体連合、応援団など幅広い団体による構成が確認された。
文化面では大学側との交渉により、休祝祭日ロックアウトの撤廃、夜間ロックアウトの一部撤廃を骨子とした「暫定合意」が結ばれ、学生会館の自主管理は時間的保障が拡大された。維持補修費、水光熱費は大学が負担し、運営費を大学が補助することとされている。
1960年代までの学館闘争は、中央大学、同志社大学のように人事拒否権、鍵の管理を焦点化した結果、いわゆる空洞化がみられ「建物としての学生会館」の管理に精一杯で、何をそのうえに築くのかという状況でとどまっていた。1974年の実力入館によって開館した法政大学の場合は、日常的運営管理に加えて文化運動としての学館を目指したところに特徴がある。
学生会館学生連盟の定款によれば、構成団体は各学部自治会、文化連盟、体育会、応援団、学生団体連合、任意団体連合、各学部学術団体、全音楽団体協議会などとなっており（第4条）、事業の果実、法政大学からの運営補助金などを財源とする（第5条）。

施設としては、ホール棟には音楽練習室、食堂、大ホール、日本間、自動車を専門とするサークルによる車庫があり、本部棟には構成団体の部室があった。
だが2001年ごろからボヤが続き、2004年に空手部の部室から漏電が原因で発生した火災を期に学生会館は立ち入りが禁止となった。立ち入り禁止の間も学生団体は学生会館の使用再開に向けて活動していたが、学生会館の使用再開は実現せず、同年7月に行われた全学説明会で学生会館は解体すると発表された。
それまでにも大学側は学生会館の取り壊しを検討していたものの、中核派からの報復を恐れて実現できずにいた。だが当時の総長であった清成忠男は、その時の左翼団体はそれほどの勢力は持っていないと判断し、学生会館取り壊しを決断して実現させた。左翼活動の拠点ではあったが、そこで活動していたのはほとんどが法政大学の学生ではなかった。なお、キャンパス全面禁煙は学生会館からたばこの火が原因で火災が発生したことを契機に、大学側が実施したことである。
学生会館の跡地には「外濠校舎」が建設された。教室や講堂、コンビニエンスストアなどが入った通常の大学施設となっており、そこには学生会館時代のような「自主管理」は存在しない。サークルの部室は、地下に置かれている「長期会議室」という名称の全面ガラス張りの部屋を、複数のサークルで共用するという形になっている。